# إيفان هردليتشكا
إيفان هردليتشكا (مواليد 20 نوفمبر 1943) هو لاعب كرة قدم. يلعب مع منتخب تشيكوسلوفاكيا لكرة القدم. سبق له أن لعب في كأس العالم لكرة القدم مع منتخب بلاده.

## روابط خارجية
- إيفان هردليتشكا على موقع الاتحاد الدولي (مؤرشف)  (الإنجليزية)
- إيفان هردليتشكا على موقع قاعدة بيانات كرة القدم.إي يو (الإنجليزية)
- إيفان هردليتشكا على موقع ناشيونال فوتبول تيمز (الإنجليزية)
- إيفان هردليتشكا على موقع عالم كرة القدم.نت (الإنجليزية)